# Khvomeh-ye Pā'īn
Khvomeh-ye Pā'īn (persiska: خُمِۀ پائين, خُمِه سُفلَى, Khomeh-ye Pā’īn, Khvomeh-ye Pā’īn, خومه پائین) är en ort i Iran.   Den ligger i provinsen Lorestan, i den centrala delen av landet, 290 km sydväst om huvudstaden Teheran. Khvomeh-ye Pā'īn ligger 2 055 meter över havet och antalet invånare är 860.
Terrängen runt Khvomeh-ye Pā'īn är kuperad åt nordost, men åt sydväst är den platt.Runt Khvomeh-ye Pā'īn är det ganska glesbefolkat, med 29 invånare per kvadratkilometer. Närmaste större samhälle är Alīgūdarz, 7,5 km söder om Khvomeh-ye Pā'īn. Trakten runt Khvomeh-ye Pā'īn består i huvudsak av gräsmarker.